# Wilhelm Bouneß
Wilhelm Bouneß (* 22. Juni 1817; † nach 1866) war ein deutscher Rechtsanwalt und linksliberaler Politiker.

## Leben
Wilhelm Bouneß war Rechtsanwalt, Justizrat und Stadtverordneter in Breslau und 1864/1865 dort Stadtverordnetenvorsteher. 1867 war er Abgeordneter im  Konstituierenden Reichstag des Norddeutschen Bundes für den Wahlkreis Breslau 7 (Breslau-West) und die Deutsche Fortschrittspartei.